# Rathen
Rathen är en kurort och kommun i det tyska distriktet Sächsische Schweiz-Osterzgebirge i förbundslandet Sachsen. Orten ligger på båda sidor av floden Elbe vid foten av bergstrakten Elbsandsteingebirge. Rathens kommun har cirka  300 invånare, och är Sachsens minsta kommun både till ytan och invånarantalet. Kommunen ingår i förvaltningsområdet Königstein/Sächs. Schw. tillsammans med kommunerna Gohrisch, Königstein/Sächs. Schw., Rosenthal-Bielatal och Struppen.

## Geografi
Kommundelen Niederrathen ligger på östra sidan av Elbe, medan Oberrathen på västra sidan har ortens järnvägsstation. De två ortsdelarna sammanbinds av en liten personfärja. Från Niederrathen utgår vandringsleder till utsiktspunkten Bastei och till en friluftsteater (Felsenbühne). Närmaste grannstad är Wehlen, omkring 3 kilometer nedströms från Rathen.

## Näringsliv
Idag är turism ortens huvudinkomstkälla, och orten har många hotell och pensionat som riktar sig till kurorts- och vandringsturister.

## Historia
Ortens ursprung står i sammanhang med två riddarborgar. Riddarna ansågs som rövare och bägge borgar blev 1429 förstörda. Under långa tider var Rathens invånare sysselsatta i sjöfarten på floden, som skogsarbetare eller i områdets stenbrott. Redan under 1800-talets början blev orten ett känt turistmål på grund av det dramatiska omgivande landskapet, skildrat av flera av romantikens konstnärer, bland andra Caspar David Friedrich.

## Kommunikationer
Orten har endast en personfärja för att korsa floden, och biltrafik över floden måste därför ta omvägen över grannorterna. De närmaste broförbindelserna finns i Pirna och Bad Schandau. Rathens järnvägsstation, belägen på västra sidan av Elbe, trafikeras av Dresdens pendeltågslinje S1 på linjen Meissen – Dresden Hauptbahnhof – Bad Schandau. Det finns även båtförbindelse till Dresden och andra hamnar längs Elbe med flodångare.